# Hauptstraße C44
Die Hauptstraße C44 im Nordosten Namibias zweigt nördlich von Grootfontein von der Nationalstraße B8 ab und führt in östlicher Richtung über Luhebu nach Tsumkwe südlich des Khaudom-Nationalparks. Unweit der Grenze mit Botswana knickt sie anschließend nach Süden ab und führt über Naama nach Gam.
Die Asphaltierung der Straße wurde 2019/20 geplant, erwies sich aber bis Juli 2020 als nicht sinnvoll, da sie von maximal 105 Fahrzeugen am Tag, im Durchschnitt von 45 Fahrzeugen befahren wird. Die Straße soll stattdessen zwischen Grootfontein und Tsumkwe auf 270 Kilometern neu befestigt werden. Die Kosten werden mit 87 Millionen Namibia-Dollar angegeben.